# کمبریج آنالیتیکا

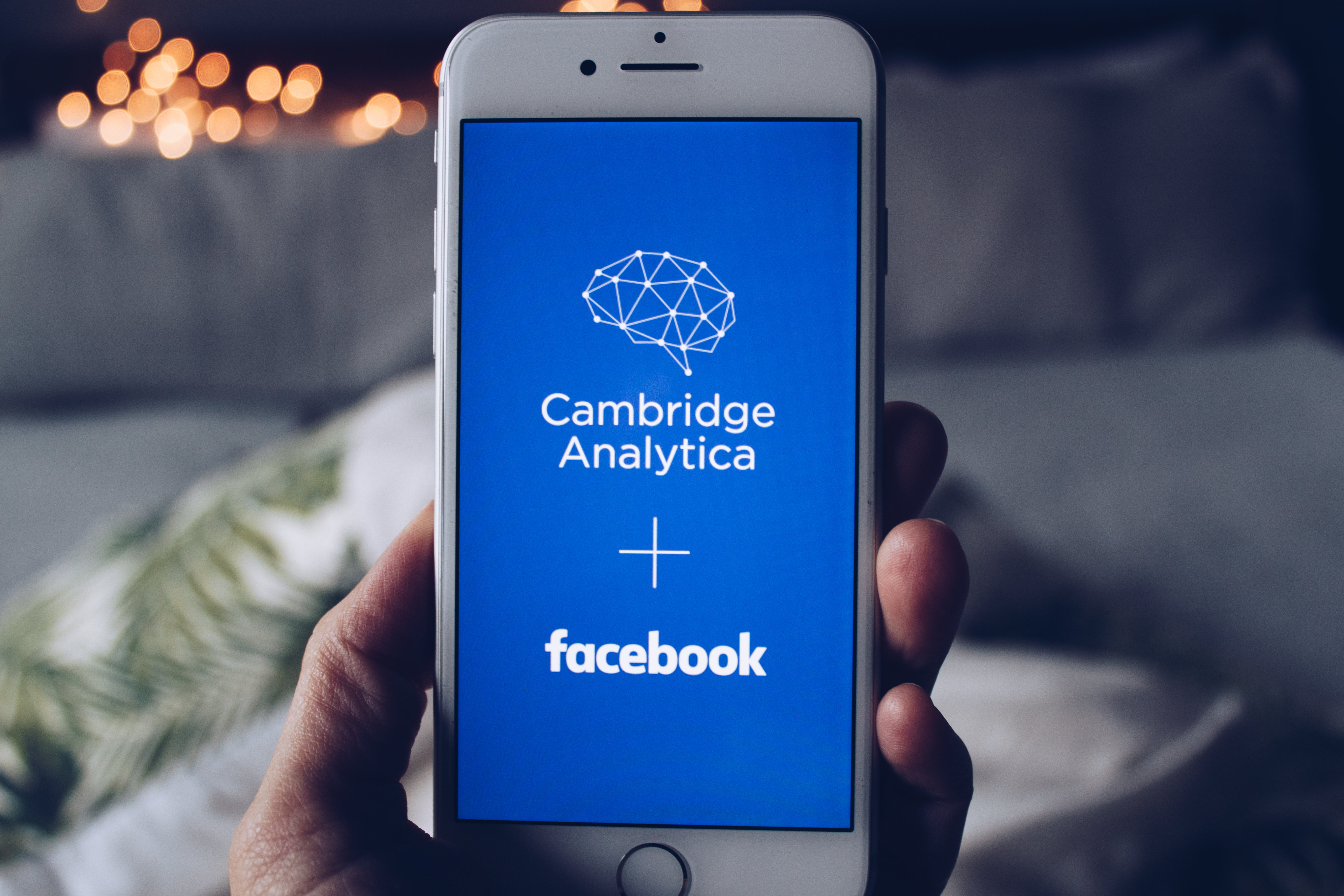
کمبریج آنالیتیکا

کمبریج آنالیتیکا (انگلیسی: Cambridge Analytica) یا به اختصار CA یک شرکت سهامی خاص است که با ترکیب داده‌کاوی و تحلیل داده‌ها در فرایندهای انتخاباتی و سیاسی، خدماتی مربوط به ارتباطات راهبردی ارائه می‌دهد. این شرکت در سال ۲۰۱۳ به عنوان زیرمجموعه شرکت لابراتورهای ارتباطات راهبردی (گروه اس‌سی‌ال) و با هدف شرکت در انتخابات ایالات متحده آمریکا تأسیس شد. در سال ۲۰۱۴ کمبریج آنالیتیکا در ۴۴ انتخابات در آمریکا دخالت داشت.
اس‌سی‌ال تا سال ۲۰۱۳ به اسناد محرمانه وزارت دفاع بریتانیا دسترسی داشته و در گذشته نیز قراردادی با وزارت امور خارجه ایالات متحده آمریکا داشته است.

## افراد کلیدی
خانواده رابرت مرسر، سرمایه‌دار محافظه‌کار آمریکایی، مالک بخشی از این شرکت است. کمبریج آنالیتیکا دفترهایی در لندن، نیویورک، و واشینگتن، دی.سی. دارد. مدیرعامل این شرکت الکساندر نیکس است و استیو بنن، مشاور سابق دونالد ترامپ، زمانی معاون مدیرعامل در این شرکت بود.

## سوابق کاری
در سال ۲۰۱۵ مشخص شد که سناتور آمریکا تد کروز در کارزار انتخاباتی‌اش برای ریاست جمهوری آمریکا از خدمات تحلیل داده این شرکت استفاده کرده‌است. در سال ۲۰۱۶ و پس از برچیده شدن کارزار کروز، شرکت کمبریج آنالیتیکا به خدمت کارزار انتخاباتی دونالد ترامپ درآمد و در پیروزی او در این انتخابات مؤثر بود.
این شرکت همچنین در کارزار برکسیت (مربوط به خروج بریتانیا از اتحادیه اروپا) نقش داشته‌است.
فعالیت‌های کمبریج آنالیتیکا و نقش و تأثیر آن‌ها تحت بررسی قضایی در هر دوی این کشورها قرار دارد.

## سوء استفاده
در مارس ۲۰۱۸، نیویورک تایمز و آبزرور گزارش دادند که این شرکت بدون اجازه از اطلاعات شخصی آنلاینی که برای اهداف آکادمیک جمع‌آوری شده بوده در کارزارهای سیاسی‌اش استفاده کرده‌است. این موضوع، نخستین بار توسط کریستوفر وایلی (Christopher Wylie)، یکی از کارکنان پیشین این شرکت مطرح شد. بر این اساس اطلاعات شخصی بیش از ۸۷ میلیون کاربر فیس‌بوک به شیوه‌ای نامناسب در اختیار شرکت مشاوره سیاسی کمبریج آنالیتیکا قرار گرفته است. ٪۹۷ کاربران قربانی مقیم آمریکا و ۱۶ میلیون نفر ساکن دیگر کشورها شامل ۱/۱ میلیون بریتانیایی هستند. کمبریج آنالیتیکا از این اطلاعات برای تأثیرگذاری بر مبارزات انتخابات ریاست‌جمهوری ایالات متحده آمریکا (۲۰۱۶) به نفع دونالد ترامپ استفاده کرده و این اطلاعات را پاک نکرده است.
این اطلاعات از طریق نصب تست اینترنتی "این زندگی دیجیتال شماست" بر روی رایانه ۳۰۵ هزار کاربر فیس‌بوک بدست آمده‌اند. این نرم‌افزار می‌تواند به غیر از اطلاعات کاربران فیس‌بوکی که آگاهانه این نرم‌افزار را نصب کرده‌اند به اطلاعات دیگر کاربرانی که با این کاربر در ارتباط هستند نیز دست یابد.
شرکت فیس‌بوک در واکنش به این افشاگری مجوز کمبریج آنالیتیکا برای تبلیغات در محصولات این شرکت را باطل کرد.
بااین‌حال به گزارش The Guardian فیس‌بوک بیش از دو سال در مورد این درز امنیتی اطلاع داشته اما اقدامی برای محافظت از کاربرانش انجام نداده‌است.

## انحلال
جنجال‌های رسانه‌ای ایجاد شده بر ضد این شرکت در سال ۲۰۱۸، عملاً همه مشتری‌ها و منابع شرکت را فراری داده و در مه ۲۰۱۸ مدیران آن اعلام کرده‌اند که ادامه کار برایشان ممکن نیست و چاره‌ای جز اعلام ورشکستگی ندارند.